# Chartobracon
Chartobracon är ett släkte av steklar som beskrevs av Van Achterberg 1983. Chartobracon ingår i familjen bracksteklar.
Kladogram enligt Catalogue of Life och Dyntaxa:
| Chartobracon | \| \| Chartobracon canadensis \| \| \| \| \| \| Chartobracon huggerti \| \| \| \| |
|              | \| \| Chartobracon canadensis \| \| \| \| \| \| Chartobracon huggerti \| \| \| \| |
|              | Chartobracon canadensis                                                           |
|              |                                                                                   |
|              | Chartobracon huggerti                                                             |
|              |                                                                                   |